# Schuimnestboomkikkers
Schuimnestboomkikkers (Rhacophoridae) zijn een familie van kikkers (Anura). De groep werd voor het eerst wetenschappelijk beschreven door Hoffman in 1932. Later werd de wetenschappelijke naam Philautinae gebruikt.

## Verspreiding en leefgebied
Ze worden ook wel Eurazische boomkikkers genoemd, omdat ze niet voorkomen in Noord- en Zuid-Amerika. Deze naam is echter enigszins misleidend want één genus komt ook voor in tropisch Afrika (Chiromantis).

## Voortplanting
Van sommige soorten, zoals die uit het geslacht Philautus, is bekend dat de larven geen oppervlaktewater nodig hebben; ze ontwikkelen zich volledig tot kleine kikkertjes in het schuimnest. Dit uit zich ook in de bouw en levenswijze omdat Philautus-soorten verder weg van oppervlaktewater kunnen leven in andere biotopen. Bij andere soorten leggen de vrouwtjes de eitjes langs de waterlijn of in een schuimnest boven het water, waar de kikkervisjes uit kruipen om zich in het water verder te ontwikkelen.

## Taxonomie
De schuimnestboomkikkers zijn recentelijk opnieuw ingedeeld. Er zijn twee onderfamilies: vroeger waren dit Rhacophorinae en Philautinae, tegenwoordig Rhacophorinae en Buergeriinae. De soorten uit het niet langer erkende geslacht Chirixalus zijn ingedeeld bij andere geslachten, onder andere Kurixalus en Feihyla. Rhacophorus is met 89 soorten het grootste geslacht van de schuimnestboomkikkers. In totaal telt de familie ongeveer 400 soorten.
Familie Rhacophoridae
- Onderfamilie Buergeriinae
  - Geslacht Buergeria
- Onderfamilie Rhacophorinae
  - Geslacht Beddomixalus
  - Geslacht Chiromantis
  - Geslacht Feihyla
  - Geslacht Ghatixalus
  - Geslacht Gracixalus
  - Geslacht Kurixalus
  - Geslacht Liuixalus
  - Geslacht Mercurana
  - Geslacht Nasutixalus
  - Geslacht Nyctixalus
  - Geslacht Philautus
  - Geslacht Polypedates
  - Geslacht Pseudophilautus
  - Geslacht Raorchestes
  - Geslacht Rhacophorus
  - Geslacht Taruga
  - Geslacht Theloderma